# Andrena auriculata
Andrena auriculata là một loài Hymenoptera trong họ Andrenidae. Loài này được Xu & Tadauchi mô tả khoa học năm 2006.